# Jawed Karim
Pour les articles homonymes, voir Karim.
Jawed Karim, né le 28 octobre 1979 à Mersebourg (Allemagne de l'Est), est un informaticien et entrepreneur germano-américain d'origine bangladaise. Il est un des fondateurs en 2005 de la plateforme de vidéos en ligne YouTube avec Chad Hurley et de Steve Chen. Dès 2006, Google rachète YouTube pour 1,6 milliard de dollars.
Jawed Karim possède une fortune de 300 millions de dollars.

## Biographie

### Enfance
Karim est né le 28 octobre 1979 à Mersebourg en Allemagne de l'Est. Son père, Naimul Karim, est un américain originaire du Bangladesh chercheur au 3M et sa mère, Christine Bettina Karim, est une scientifique allemande et professeur de biochimie à l'université du Minnesota.
En 1980, il traverse la frontière inter-allemande avec sa famille. Il grandit à Neuss en Allemagne de l'Ouest. En 1992, il émigre aux États-Unis.

### Études
Diplômé de la Central High School (Saint Paul, Minnesota), il rejoint plus tard l'université de l'Illinois à Urbana-Champaign, dans le département d'informatique. Il quitte le campus avant d'obtenir son diplôme et devient l'un des premiers employés de PayPal. Il reprend ses études et obtient une licence en informatique. Il décroche par la suite un master en informatique de l'université Stanford.

## Carrière
Jawed Karim a conçu et mis en œuvre plusieurs fonctions chez PayPal dont le système anti-fraude (pour éviter les transferts d’argent frauduleux). Il y rencontre Chad Hurley et Steve Chen, avec lesquels il se lie d'amitié et fonde, en 2005, le site web d’hébergement de vidéos YouTube.
La toute première vidéo sur YouTube, intitulée Me at the zoo, a été postée le dimanche 24 avril 2005 : on y voit Jawed Karim commenter sa visite au zoo de San Diego (Californie).
En mars 2008, il crée des fonds de capital-innovation nommé Youniversity Ventures pour soutenir le lancement de nouvelles start-ups.

## Positions
En novembre 2013, Google commence à exiger aux utilisateurs de connecter leur compte YouTube à Google+ afin de pouvoir publier des commentaires sur le site. En réaction, Jawed Karim critique ce changement, commentant : « Why the fuck do I need a google+ account to comment on a video? » (« Pourquoi ai-je besoin d'un putain de compte google+ pour commenter une vidéo? »
En 2021, Karim condamne la décision de masquer le nombre de mentions « Je n'aime pas » sous les vidéos en modifiant la description de la vidéo Me at the zoo. Il déclare notamment : « The ability to easily and quickly identify bad content is an essential feature of a user-generated content platform. Why? Because not all user-generated content is good. » (« La capacité d'identifier facilement et rapidement le mauvais contenu est essentiel pour une plateforme où le contenu est généré par les utilisateurs. Pourquoi ? Parce que tout le contenu créé par les utilisateurs n'est pas bon. ») et pense que ce changement entraînera le déclin de la plateforme.